# Dolnopočernický hřbitov
Dolnopočernický hřbitov se nachází v Praze 9 v městské části Dolní Počernice v ulici Bakurinova, v severní části obce při cestě k sídlišti Černý Most. Má rozlohu 0,5 hektaru.

## Historie
Hřbitov se nalézá poblíž Rokytky a přírodní rezervace „V Pískovně“. Byl založen jako náhrada za zrušený hřbitov u kostela Nanebevzetí Panny Marie. Pohřbívat se zde začalo od roku 1786, později pozemek pro pohřby věnoval rod Derczenyi.
Hlavní vchod je ve starší, jihovýchodní části. Naproti vchodu při západní zdi se nachází hrobka rodu baronů Derczenyiů, majitelů dolnopočernického panství. Významný člen rodu, baron Béla Derczenyi zde byl pohřben roku 1909. Od hlavního vchodu vede centrální cesta, na jejímž konci stojí pískovcový podstavec s křížem, restaurovaný roku 2005. Uprostřed hřbitova se pak nachází hrobka padlých ve 2. světové válce.
V nové, severní části hřbitova jsou urnové hroby, kolumbárium a rozptylová loučka, za ní jsou stavby zázemí hřbitova.